# Cartier-Macdonaldbrug
De Cartier-Macdonaldbrug (Engels: Macdonald-Cartier Bridge, Frans: Pont Cartier-Macdonald) is een brug tussen Ontario en Québec in Canada. De brug verbindt de steden Ottawa en Gatineau en overspant de rivier Ottawa. 
De Cartier-Macdonaldbrug werd geopend op 15 oktober 1965. Hij is genoemd naar John Macdonald en George-Étienne Cartier, twee personen die belangrijk waren bij de stichting van Canada.